# Metro Station (álbum)
Metro Station es el autotitulado álbum debut del grupo de música pop Metro Station. E álbum fue lanzado el 18 de septiembre de 2007 por Columbia Records y Red Ink. 
Hasta el 2008 se lanzaron cuatro sencillos. "Shake It" y "Seventeen Forever" se han colocado en las listas de Billboard.

## Lista de canciones
- Todas las canciones escritas por Metro Station, excepto "True to Me", que fue coescrita por Dave Katz y Sam Hollander.

1. "Seventeen Forever" - 2:54
2. "Control" - 3:20
3. "Kelsey" - 3:37
4. "Shake It" - 3:00
5. "Wish We Were Older" - 2:56
6. "Now That We're Done" - 3:28
7. "True to Me"- 2:52
8. "Tell Me What to Do" - 3:09
9. "California" - 2:43
10. "Disco" - 2:42

### UK Bonus Tracks
1. "After the Fall" - 2:55
2. "Shake It" [The Lindbergh Palace Remix] - 6:25

### Deluxe Edition (Japanese Version)
1. "Seventeen Forever" (Acoustic) - 01:54
2. "Kelsey" (Acoustic) - 03:28
3. "Shake It" (Lenny B Remix - Extended Version) - 07:15

## Historial de lanzamiento
| País           | Fecha                    |
| -------------- | ------------------------ |
| Estados Unidos | 18 de septiembre de 2007 |
| Nueva Zelanda  | 18 de septiembre de 2007 |
| Australia      | 9 de agosto de 2008      |
| Finlandia      | 25 de marzo de 2008      |
| Reino Unido    | 30 de marzo de 2009      |

## Charts
| Chart (2007-2008)                    | Posición |
| ------------------------------------ | -------- |
| Australian ARIA Albums Chart         | 17       |
| Austrian Albums Chart                | 29       |
| Belgian Albums Chart (Flanders)      | 52       |
| Dutch Albums Chart                   | 100      |
| French Top 150 Album Chart           | 100      |
| German Albums Chart                  | 27       |
| Italian Album Chart                  | 41       |
| New Zealand Album Chart              | 39       |
| U.S. Billboard 200                   | 39       |
| U.S. Billboard Top Electronic Albums | 1        |
| U.S. Billboard Top Heatseekers       | 2        |
| U.S. Billboard Top Rock Albums       | 24       |
| UK Albums Chart                      | 35       |

## Personal
- Trace Cyrus - Vocales, Guitarra Principal
- Mason Musso - Vocales Principales, Guitarra
- Blake Healy - Bajo, Sintetizador
- Anthony Improgo - Batería